# Podborova
Podborova (cyr. Подборова) – wieś w Czarnogórze, w gminie Pljevlja. W 2011 roku liczyła 85 mieszkańców.